# Lemitu
Lemitu (gr. Λεμίθου) – wieś w Republice Cypryjskiej, w dystrykcie Limassol. W 2011 roku liczyła 88 mieszkańców.